# Kvalifikace na Mistrovství Evropy ve fotbale 1992 – skupina 2
Zápasy 2. kvalifikační skupiny na Mistrovství Evropy ve fotbale 1992 se konaly v období od 12. září 1990 do 20. listopadu 1991. Z pěti účastníků si postup na závěrečný turnaj zajistil pouze vítěz skupiny.

## Tabulka
| Tým        | B  | Z | V | R | P | VG | IG |
| ---------- | -- | - | - | - | - | -- | -- |
| Skotsko    | 11 | 8 | 4 | 3 | 1 | 14 | 7  |
| Švýcarsko  | 10 | 8 | 4 | 2 | 2 | 19 | 7  |
| Rumunsko   | 10 | 8 | 4 | 2 | 2 | 13 | 7  |
| Bulharsko  | 9  | 8 | 3 | 3 | 2 | 15 | 8  |
| San Marino | 0  | 8 | 0 | 0 | 8 | 1  | 33 |

## Zápasy
| 12. září 1990 20:00 SELČ |        |           |                                                                        |
| Švýcarsko                | 2 – 0  | Bulharsko | Charmilles Stadium, Ženeva diváci: 12,500 rozhodčí: Guy Goethals (BEL) |
| Hottiger 19' Bickel 63'  | Report |           | Charmilles Stadium, Ženeva diváci: 12,500 rozhodčí: Guy Goethals (BEL) |

| 12. září 1990 20:00 BST   |        |              |                                                                                 |
| Skotsko                   | 2 – 1  | Rumunsko     | Hampden Park, Glasgow diváci: 12,801 rozhodčí: Ildefonso Urizar Azpitarte (ESP) |
| Robertson 37' McCoist 76' | Report | Cămătaru 13' | Hampden Park, Glasgow diváci: 12,801 rozhodčí: Ildefonso Urizar Azpitarte (ESP) |

| 17. října 1990 15:00 GMT+2 |        |                              |                                                                              |
| Rumunsko                   | 0 – 3  | Bulharsko                    | Steaua Stadium, Bukurešť diváci: 25,000 rozhodčí: José Rosa dos Santos (POR) |
|                            | Report | Sirakov 28' Todorov 48', 76' | Steaua Stadium, Bukurešť diváci: 25,000 rozhodčí: José Rosa dos Santos (POR) |

| 17. října 1990 20:00 BST            |        |                 |                                                                       |
| Skotsko                             | 2 – 1  | Švýcarsko       | Hampden Park, Glasgow diváci: 27,740 rozhodčí: Esa Antero Palsi (FIN) |
| Robertson 34' (pen.) McAllister 53' | Report | Knup 65' (pen.) | Hampden Park, Glasgow diváci: 27,740 rozhodčí: Esa Antero Palsi (FIN) |

| 14. listopadu 1990 18:00 GMT+2 |        |            |                                                                                    |
| Bulharsko                      | 1 – 1  | Skotsko    | Národní stadion Vasil Levski, Sofie diváci: 42,000 rozhodčí: Friedrich Kaupe (AUT) |
| Todorov 74'                    | Report | McCoist 9' | Národní stadion Vasil Levski, Sofie diváci: 42,000 rozhodčí: Friedrich Kaupe (AUT) |

| 14. listopadu 1990 20:30 SEČ |        |                                              |                                                                       |
| San Marino                   | 0 – 4  | Švýcarsko                                    | Stadio Olimpico, Serravalle diváci: 931 rozhodčí: Costas Kapsos (CYP) |
|                              | Report | Sutter 7' Chapuisat 27' Knup 43' Chassot 87' | Stadio Olimpico, Serravalle diváci: 931 rozhodčí: Costas Kapsos (CYP) |

| 5. prosince 1990 18:00 GMT+2                                         |        |            |                                                                         |
| Rumunsko                                                             | 6 – 0  | San Marino | Steaua Stadium, Bukurešť diváci: 24,000 rozhodčí: Manfred Rossner (FRG) |
| Sabău 2' Mateuţ 18' Răducioiu 43' Lupescu 56' Badea 77' Petrescu 85' | Report |            | Steaua Stadium, Bukurešť diváci: 24,000 rozhodčí: Manfred Rossner (FRG) |

| 27. března 1991 20:00 GMT |        |                |                                                                       |
| Skotsko                   | 1 – 1  | Bulharsko      | Hampden Park, Glasgow diváci: 33,119 rozhodčí: Erik Fredriksson (SWE) |
| Collins 83'               | Report | Kostadinov 89' | Hampden Park, Glasgow diváci: 33,119 rozhodčí: Erik Fredriksson (SWE) |

| 27. března 1991 20:15 SEČ |        |                                                  |                                                                        |
| San Marino                | 1 – 3  | Rumunsko                                         | Stadio Olimpico, Serravalle diváci: 745 rozhodčí: Roger Philippi (LUX) |
| Pasolini 30' (pen.)       | Report | Hagi 18' (pen.) Răducioiu 46' Matteoni 83' (vl.) | Stadio Olimpico, Serravalle diváci: 745 rozhodčí: Roger Philippi (LUX) |

| 3. dubna 1991 20:15 SELČ |        |          |                                                                               |
| Švýcarsko                | 0 – 0  | Rumunsko | Stade de la Maladière, Neuchâtel diváci: 16,000 rozhodčí: Gérard Biguet (FRA) |
|                          | Report |          | Stade de la Maladière, Neuchâtel diváci: 16,000 rozhodčí: Gérard Biguet (FRA) |

| 1. května 1991 18:00 GMT+3 |        |                              |                                                                                           |
| Bulharsko                  | 2 – 3  | Švýcarsko                    | Národní stadion Vasil Levski, Sofie diváci: 55,000 rozhodčí: Karl-Josef Assenmacher (FRG) |
| Kostadinov 12' Sirakov 27' | Report | Knup 59', 85' Türkyılmaz 90' | Národní stadion Vasil Levski, Sofie diváci: 55,000 rozhodčí: Karl-Josef Assenmacher (FRG) |

| 1. května 1991 20:00 SELČ |        |                               |                                                                        |
| San Marino                | 0 – 2  | Skotsko                       | Stadio Olimpico, Serravalle diváci: 3,512 rozhodčí: Besnik Kaimi (ALB) |
|                           | Report | Strachan 63' (pen.) Durie 67' | Stadio Olimpico, Serravalle diváci: 3,512 rozhodčí: Besnik Kaimi (ALB) |

| 22. května 1991 20:00 SELČ |        |                                  |                                                                        |
| San Marino                 | 0 – 3  | Bulharsko                        | Stadio Olimpico, Serravalle diváci: 612 rozhodčí: Victor Mintoff (MLT) |
|                            | Report | Ivanov 13' Sirakov 20' Penev 70' | Stadio Olimpico, Serravalle diváci: 612 rozhodčí: Victor Mintoff (MLT) |

| 5. června 1991 20:30 SELČ                                                 |        |            |                                                                    |
| Švýcarsko                                                                 | 7 – 0  | San Marino | Espenmoos, St. Gallen diváci: 12,000 rozhodčí: Erman Toroğlu (TUR) |
| Knup 3', 87' Hottiger 13' Sutter 29' Hermann 55' Ohrel 78' Türkyılmaz 90' | Report |            | Espenmoos, St. Gallen diváci: 12,000 rozhodčí: Erman Toroğlu (TUR) |

| 11. září 1991 20:15 SELČ  |        |                       |                                                                     |
| Švýcarsko                 | 2 – 2  | Skotsko               | Wankdorf Stadium, Bern diváci: 48,000 rozhodčí: Tullio Lanese (ITA) |
| Chapuisat 30' Hermann 38' | Report | Durie 47' McCoist 83' | Wankdorf Stadium, Bern diváci: 48,000 rozhodčí: Tullio Lanese (ITA) |

| 16. října 1991 18:00 GMT+2                         |        |            |                                                                               |
| Bulharsko                                          | 4 – 0  | San Marino | Národní stadion Vasil Levski, Sofie diváci: 8,000 rozhodčí: Jiří Ulrich (TCH) |
| Penev 18' Stoičkov 31' (pen.) Jankov 38' Iliev 84' | Report |            | Národní stadion Vasil Levski, Sofie diváci: 8,000 rozhodčí: Jiří Ulrich (TCH) |

| 16. října 1991 18:00 GMT+2 |        |         |                                                                          |
| Rumunsko                   | 1 – 0  | Skotsko | Steaua Stadium, Bukurešť diváci: 30,000 rozhodčí: Aron Schmidhuber (FRG) |
| Hagi 75' (pen.)            | Report |         | Steaua Stadium, Bukurešť diváci: 30,000 rozhodčí: Aron Schmidhuber (FRG) |

| 13. listopadu 1991 19:00 GMT               |        |            |                                                                    |
| Skotsko                                    | 4 – 0  | San Marino | Hampden Park, Glasgow diváci: 35,170 rozhodčí: Rune Pedersen (NOR) |
| McStay 10' Gough 31' Durie 38' McCoist 62' | Report |            | Hampden Park, Glasgow diváci: 35,170 rozhodčí: Rune Pedersen (NOR) |

| 13. listopadu 1991 18:00 GMT+2 |        |           |                                                                           |
| Rumunsko                       | 1 – 0  | Švýcarsko | Steaua Stadium, Bukurešť diváci: 35,000 rozhodčí: John Blankenstein (NED) |
| Mateuţ 69'                     | Report |           | Steaua Stadium, Bukurešť diváci: 35,000 rozhodčí: John Blankenstein (NED) |

| 20. listopadu 1991 18:00 GMT+2 |        |             |                                                                                    |
| Bulharsko                      | 1 – 1  | Rumunsko    | Národní stadion Vasil Levski, Sofie diváci: 20,000 rozhodčí: Peter Mikkelsen (DEN) |
| Sirakov 55'                    | Report | Popescu 31' | Národní stadion Vasil Levski, Sofie diváci: 20,000 rozhodčí: Peter Mikkelsen (DEN) |